# Peter Ollerton
Peter Ollerton (20 de maio de 1951) é um ex-futebolista inglês naturalizado australiano que atuava como atacante.

## Carreira
Ollerton competiu na Copa do Mundo FIFA de 1974, sediada na Alemanha, na qual a Austrália terminou na décima quarta colocação dentre os 16 participantes.